# A (album de Jethro Tull)
Pour les articles homonymes, voir A.
Albums de Jethro Tull
Stormwatch
(1979) Broadsword and the Beast
(1982)
A est le treizième album studio de Jethro Tull, sorti en 1980.

## Histoire
À l'origine, A devait être un album solo de Ian Anderson, mais il sort sous le nom de Jethro Tull sur l'insistance de la maison de disques Chrysalis Records. L'utilisation accrue des synthétiseurs et la présence du violon électrique d'Eddie Jobson offre un fort contraste avec les albums précédents du groupe, même s'il comprend une chanson aux accents folk, The Pine Marten's Jig. Ce sera l'unique album de Jethro Tull avec Eddie Jobson, dont le style, et en particulier le violon électrique, ne conviennent pas vraiment au groupe : il sera finalement remplacé sur l'album suivant Broadsword and the Beast par Peter John-Vettese. Par contre, le violon se marie bien à la flûte d'Anderson sur The Pine Marten's Jig.
Du Jethro Tull de l'album précédent Stormwatch, ne restent plus qu'Anderson et le fidèle guitariste Martin Barre : les claviéristes John Evan et David Palmer ont été remerciés. Le bassiste John Glascock est mort d'une maladie cardiaque congénitale et le batteur Barriemore Barlow, souffrant de dépression, a préféré quitter le groupe. Glascock est remplacé par Dave Pegg de Fairport Convention et Barlow par Mark Craney, qui a aussi joué avec le groupe d'Eric Burdon, ainsi que pour la dernière tournée de Tommy Bolin en 1976 avant son décès. Mark a aussi joué sur l'album Brother to Brother de Gino Vannelli en 1978. 
Barriemore Barlow est mécontent de la direction prise par le groupe et déclarera plus tard qu'il serait parti de toute façon. Cependant, le biographe David Rees rapporte dans son livre Minstrels in the Gallery: A History of Jethro Tull (2001) qu'Anderson n'avait jamais eu l'intention de remplacer la formation précédente de Jethro Tull par les musiciens présents sur l'album A, mais il fut contraint par la maison de disques Chrysalis Records qui avait décidé de sortir cet album sous le nom du groupe. Cette remarque a été confirmée par la notice d’Anderson dans la réédition de l’album en 2003.

## Titres
Toutes les chansons sont de Ian Anderson.

### Face 1
| No | Titre                     | Durée |
| -- | ------------------------- | ----- |
| 1. | Crossfire                 | 3:55  |
| 2. | Fylingdale Flyer          | 4:35  |
| 3. | Working John, Working Joe | 5:04  |
| 4. | Black Sunday              | 6:35  |

### Face 2
| No | Titre                  | Durée |
| -- | ---------------------- | ----- |
| 1. | Protect and Survive    | 3:36  |
| 2. | Batteries Not Included | 3:52  |
| 3. | Uniform                | 3:34  |
| 4. | 4.W.D. (Low Ratio)     | 3:42  |
| 5. | The Pine Marten's Jig  | 3:28  |
| 6. | And Further On         | 4:21  |

## Musiciens
- Ian Anderson : chant, guitare acoustique, flûte traversière
- Martin Barre : guitare électrique
- Dave Pegg : basse, mandoline
- Eddie Jobson : piano, orgue, synthétiseurs, violon électrique
- Mark Craney : batterie, percussions

## Production
- Ian Anderson, Robin Black : Production
- Robin Black : Ingénieur du son
- John Shaw : Photographie
- Peter Wagg : Direction artistique